# Tribune de la presse

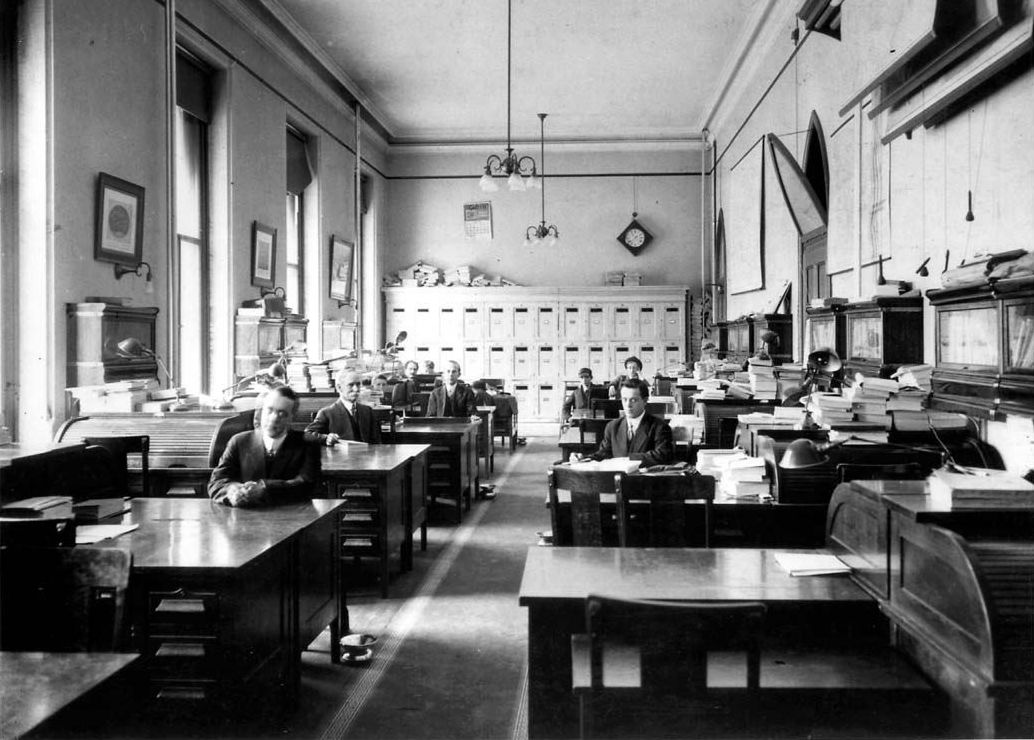
La tribune de la presse du Parlement du Canada, à Ottawa, en 1916.

La tribune de la presse est la partie d'un parlement ou d'un autre corps législatif dans laquelle les journalistes politiques sont autorisés à s'asseoir afin d'assister aux discours et événements en cours, et de pouvoir ensuite les rapporter.
Il s'agit généralement de l'une des galeries donnant sur une des chambres du parlement et peut également inclure des bureaux séparés dans des bâtiments législatifs ou des édifices du parlement accordés aux différents médias, comme la galerie des Étrangers (en) à la Chambre des communes du Royaume-Uni, ou encore la tribune de la presse fédérale parlementaire (en) du Parlement d'Australie.